# ASRock

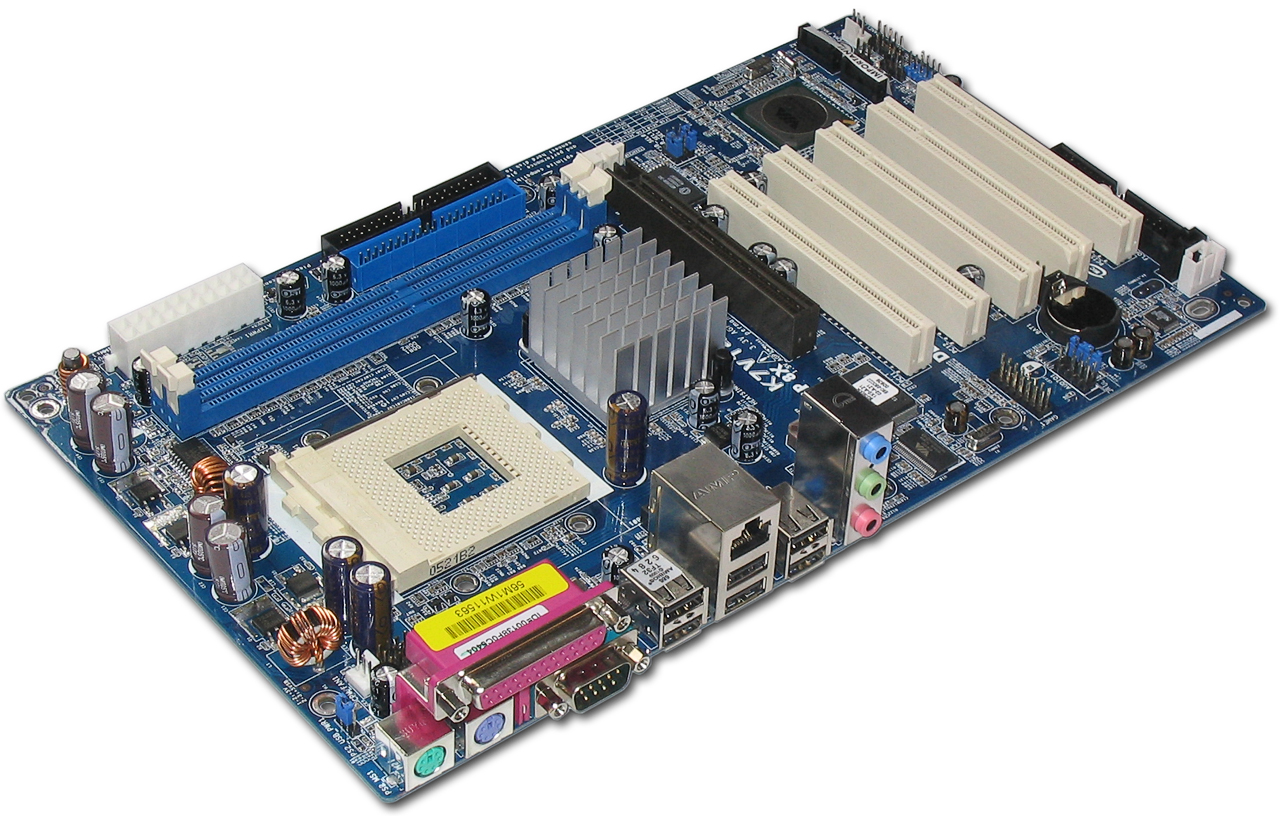
ASRock Материнська плата з чипсетом VIA KT400A

ASRockm³— компанія-виробник материнських плат, промислових комп'ютерів HTPC. Головний офіс розташований на Тайвані. Голова компанії — Тед Сюй Шічана, один із співзасновників головної компанії ASUS. ASRock спочатку відокремилася від ASUS в 2002 році для конкуренції з такими компаніями як Elitegroup Computer Systems та Foxconn для OEM-ринку товарів. Однак, з тих пір ASRock активно розвивається у секторі DIY. В 2007 році компанія провела успішне IPO на Тайваньської фондової біржі. Станом на жовтень 2017 року ASRock належить Pegatron Corporation, яка придбала компанію у 2011 році.
ASRock отримала позитивні відгуки за співвідношення ціна/продуктивність) з вебсайтів  в тому числі нагороди та рекомендації для спектра продуктів.
ASRock посідає третє місце серед виробників материнських плат за обсягами продажів після Asustek та Gigabyte. ASRock продав вісім мільйонів материнських плат в 2011 році, в порівнянні з Elitegroup та MSI які продали сім мільйонів. 
Компанія ASRock розробила технологію ASRock XFast USB.